# Kasteel Ter Varent

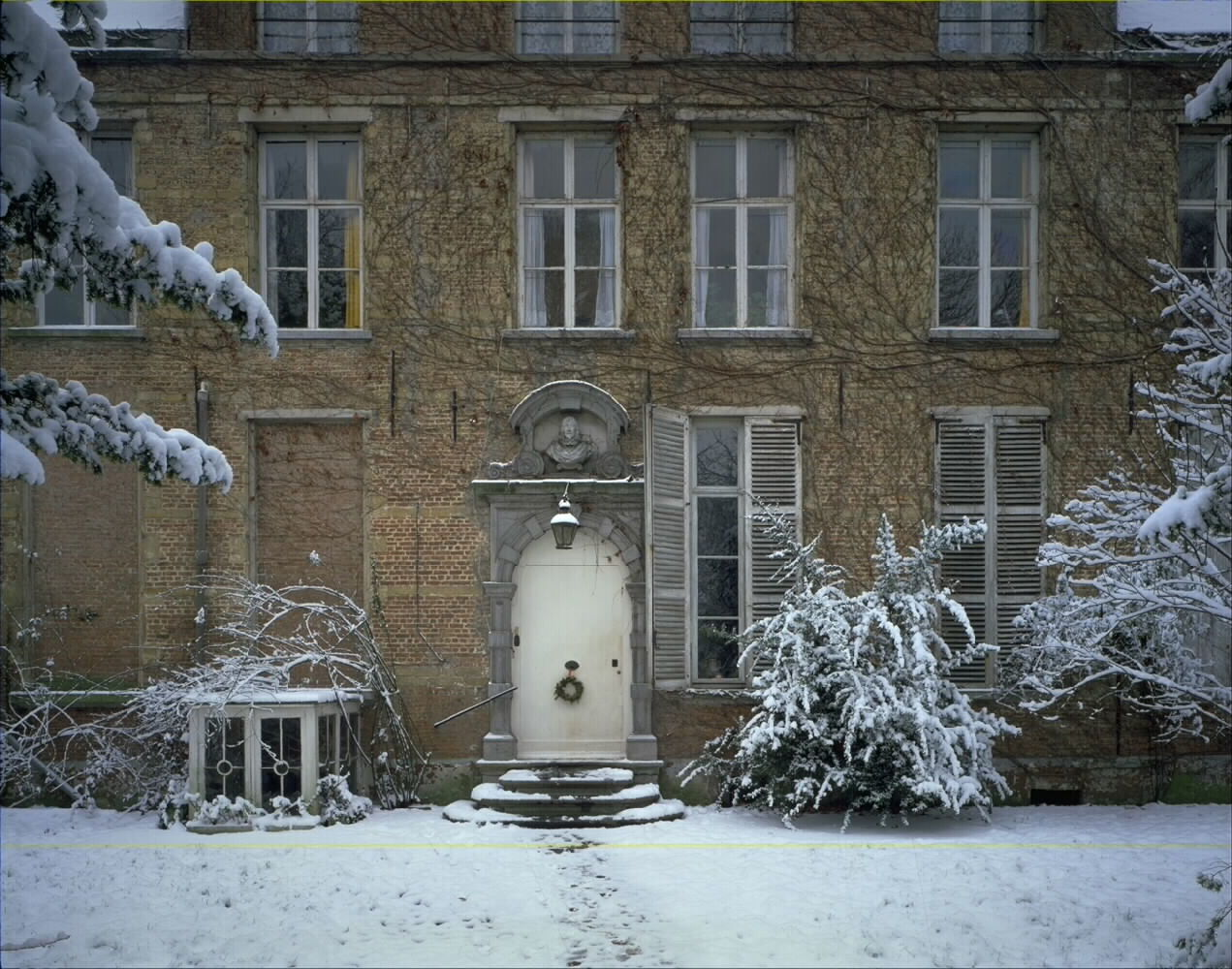
Kasteel Ter Varent

Kasteel Ter Varent is een kasteel in de Antwerpse plaats Mortsel, gelegen aan Ter Varentstraat 59.

## Geschiedenis
Al in de 13e eeuw werd hier een hoeve vermeld, een leen van Cantecroy, en in 1295 in bezit van Wouter Volcaert. In 1296 kwam het domein aan Willem III van Berchem, welke er een kasteel liet bouwen. Vervolgens kwam het in bezit van de familie Van Ranst.
In 1583 werd het kasteel verwoest en omstreeks 1600 werd het vervangen door een huis van plaisantie (buitenhuis). Midden 17e eeuw liet toenmalig eigenaar Giacomo Carena het kasteel verfraaien. Omstreeks 1855 werd de ophaalbrug door een stenen brug vervangen.
In 1928 werd het domein verkaveld.

## Gebouw
Wat bleef was een bakstenen huis uit de 16e eeuw. Van omstreeks 1655 is een barokpoortje, aangebracht in opdracht van Carena.